# نيك كوبر
نيك كوبر (بالإنجليزية: Nick Cooper)‏ هو ملحن ومنتج أسطوانات أمريكي، ولد في 27 مايو 1968 في نيويورك في الولايات المتحدة.